# Autoritratto (DVD)
Autoritratto è un DVD del cantante italiano Luca Carboni, pubblicato il 6 dicembre 2002.

## Descrizione
Il DVD prende ispirazione da un brano contenuto nell'album LU*CA del 2001 e contiene 10 videoclip commentati da Luca Carboni, fotografie e immagini inedite. È contenuta inoltre la discografia completa e le basi musicali con i testi per la versione karaoke dei videoclip. Incluso anche il Making of del brano Le ragazze.

## Tracce
1. Ci stiamo sbagliando (Videoclip) – Regista: Ambrogio Lo Giudice
2. Silvia lo sai (Videoclip)
• Regista: Ambrogio Lo Giudice)
3. Silvia lo sai (Videoclip) – Regista: Ambrogio Lo Giudice
4. Primavera (Videoclip) – Regista: Ambrogio Lo Giudice
5. Ci vuole un fisico bestiale (Videoclip) – Regista: Ambrogio Lo Giudice
6. Inno nazionale (Videoclip) – Regista: Alex Infascelli
7. Colori (Videoclip) – Regista: Sergio Pappalettera
8. Le ragazze (Videoclip) – Regista: Ambrogio Lo Giudice
9. La mia ragazza (Videoclip) – Regista: Francesco Fei
10. Mi ami davvero (Videoclip) – Regista: Luca Merli

Extra
1. Galleria fotografica
2. Discografia
3. Making of Le ragazze